# حزب سوسیالیست ایتالیا
حزب سوسیالیست ایتالیا (به ایتالیایی: Partito Socialista Italiano) (اختصاری PSI) یک حزب سیاسی سوسیالیست و بعداً سوسیال دموکرات در کشور ایتالیا بود که تاریخ آن بیش از یک قرن ادامه داشت و این حزب را به یکی از احزاب با عمر زیاد این کشور تبدیل کرد.
این حزب در جنوا و در سال ۱۸۹۲ تاسیس شد، تا بعد از جنگ جهانی دوم، که توسط حزب کمونیست ایتالیا به وضعیت خود رسید، بر چپ ایتالیا تسلط داشت. سوسیالیست ها در دهه ۱۹۸۰ برجستگی ویژه ای پیدا کردند ، زمانی که رهبر آنها بتینو کراکسی، که روابط باقیمانده خود را با اتحاد جماهیر شوروی قطع کرده بود و حزب را به عنوان لیبرال-سوسیالیست معرفی کرد، نخست وزیر (۱۹۸۳–۱۹۸۷). حزب سوسیالیست ایتالیا در سال ۱۹۹۴ در نتیجه رسوائی های تانژنتوپولی منحل شد. این بخشی از موج احزاب جدید سوسیالیست در اواخر قرن نوزدهم بود و مجبور به تحمل آزار و شکنجه توسط دولت ایتالیا در سالهای اولیه بود. در حالی که در سیسیل فاشی سیسیلی در حال گسترش بود ، این حزب در ۸ سپتامبر ۱۸۹۳ دومین کنگره خود را در رجو نل امیلیا جشن گرفت و نام خود را به حزب سوسیالیست کارگران ایتالیا (به ایتالیایی: Partito Socialista dei Lavoratori Italiani) تغییر داد. در جریان سومین کنگره در ۱۳ ژانویه ۱۸۹۵ در پارما تصمیم به تصویب نام حزب سوسیالیست ایتالیا گرفته شد و فیلیپو توراتی به عنوان دبیرکل این حزب انتخاب شد.